# Jeroen Speak
Jeroen Speak (* 1969) ist ein neuseeländischer Komponist.

## Leben
Speak studierte bis 1993 an der Victoria University of Wellington. 1994 war er Composer in Residence an der Nelson School of Music. Er erwarb 2003 einen Ph.D. bei Michael Finnissy an der University of Sussex in Großbritannien. Weiterhin gehörten zu seinen Lehrern Harrison Birtwistle, John Young und Jonathan Harvey. Mithilfe eines Stipendiums des British Council arbeitete er 2004 in Taiwan und 2005 in Shanghai. Seine Werke wurden u. a. beim Huddersfield Contemporary Music Festival, ISCM World Music Days und Gaudemus Festival aufgeführt. Er arbeitete mit Musikern wie Corrado Canonici, Arne De Force, Richard Haynes und Nicolas Hodges zusammen.

## Preise
- 1992: ACL Yoshiro IRINO Memorial Prize
- 1998: ACL Young Composers Awards
- 1999: Philip Neill Memorial Prize
- 2005: SOUNZ Contemporary Award

## Diskographie
- The Waiteata Collection of New Zealand Music (2004)
- Sunrise (2007)
- Musical Kaleidoscope (2008)
- Take flight (2010)